# ۱٬۲-دی‌برومو-۳-کلروپروپان
۱،۲-دی‌برومو-۳-کلروپروپان (به انگلیسی: 1,2-Dibromo-3-chloropropane) یک ترکیب شیمیایی است. که جرم مولی آن ۲۳۶٫۳۳ g/mol می‌باشد. 